# Sukamaju (Cibungbulang)
Sukamaju is een bestuurslaag in het regentschap Bogor van de provincie West-Java, Indonesië. Sukamaju telt 7876 inwoners (volkstelling 2010).